# Aufbaubildungsgänge in Nordrhein-Westfalen
Absolventen der Fachschulen können in Nordrhein-Westfalen an Aufbaubildungsgängen von Berufskollegs teilnehmen. Somit haben sie (als Alternative zum Hochschulstudium und weiterbildenden Berufsabschlussprüfungen) die Möglichkeit weitere Qualifikationen und Abschlüsse zu erwerben. Aufbaubildungsgänge umfassen in der Regel 600 Unterrichtsstunden und werden hauptsächlich berufsbegleitend angeboten. Sie enden mit einer Abschlussprüfung oder alternativ mit einer Projektarbeit im Umfang von 60 Stunden.

## Angebot der Aufbaubildungsgänge in NRW
Folgende Ausbildungsgänge werden angeboten:

### Fachschule des Sozialwesens
- Bewegung und Gesundheit
- Bildung und Schulvorbereitung in Tageseinrichtungen für Kinder
- Medienkompetenz in der Kinder- und Jugendhilfe
- Musikalische Förderung im sozialpädagogischen Arbeitsfeld
- Naturwissenschaftlich-technische Früherziehung
- Offene Ganztagsschule
- Praxisanleitung
- Sozialmanagement
- Sprachförderung
- Bildung, Erziehung und Betreuung von Kindern unter drei Jahren
- Fachkraft für heilpädagogische Förderung mit dem Pferd (Abschlussbezeichnung: Fachkraft für die heilpädagogische Förderung mit dem Pferd)
- Fachkraft für Beratung und Anleitung in der Pflege (Abschlussbezeichnung: Fachkraft für die Pflegeberatung)

### Fachschule für Technik
- Augenoptik
- Existenzgründung

### Fachschule für Wirtschaft
- Controlling
- Unternehmensmanagement
- Betriebswirtschaft (für staatlich geprüfte Techniker)

## Blended Learning
Einige Berufskollegs (wie das LWL Berufskolleg und das Berufskolleg Bleibergquelle) bieten ihre Aufbaubildungsgänge im Blended-Learning-Format an. Dabei findet der Unterricht hauptsächlich virtuell über eine Lernplattform statt. Pro Halbjahr gibt es eine Präsenzwoche in den jeweiligen Berufskollegs. Diese bieten Teilnehmern mit weiter Anreise eine Möglichkeit zur Übernachtung an den naheliegenden Gästehäusern und Wohnheimen an.